# 王瑜植
王 瑜植（ワン・ユシク、1870年2月20日 – 1930年3月10日）は、大韓帝国軍及び大日本帝国陸軍の軍人。最終階級は陸軍少将。本貫は済南王氏。

## 人物
1895年に、日本によって設置された訓練隊で陸軍参尉として服務している最中に、日本への留学生に選ばれて、同じ訓練隊の将校6人と共に渡日し、翌1896年1月に陸軍士官学校の特別課程に入学した。この日本への派遣は、朴泳孝と繋がりのある親日派将校を排除しようとする高宗の陰謀によるものとされており、7人を渡日させた後、高宗は訓練隊を解散させている。
1896年に士官学校を卒業した後に帰国し、1898年から大韓帝国陸軍武官学校の教官となり、翌1899年には副尉、1901年には正尉、1904年には参領となった。その後は、軍部教育局教務課長や、軍法会議の裁判官を務めた。
1907年に大韓帝国軍が解散した後は、陸軍部令によって近衛歩兵大隊長に任命された。
日韓併合後は、朝鮮軍司令部付の朝鮮歩兵隊長に任ぜられ、1920年4月26日に、勅令第118号が発せられた事により、朝鮮軍人たる正領から一般の大佐に転じた。また同年には、日本政府から勲六等瑞宝章を授与され、この時点で従五位勲六等に所為され、1925年2月10日には少将に進級した。

## 死後の評価
2008年に民族問題研究所で親日人名辞書に収録するために整理した親日人名辞書収録予定者最終名簿で、軍人部門において選定された。